# Янушкин, Михаил Кириллович
Михаил Кириллович Янушкин (14 октября 1923 года — 5 августа 2004 года) — тракторист совхоза «Красный Казахстан» Бородулихинского района Семипалатинской области, Казахская ССР. Герой Социалистического Труда (1967).

## Биография
Родился в 1923 году в Мордовии. С 1939 года трудился регистратором в одном из местных колхозов Бородулихинского района. После окончания курсов механизаторов работал трактористом. С 1957 года — механизатор колхоза «Красный Казахстан» Бородулихинского района.
Ежегодно показывал высокие трудовые результаты при обработке пахотных земель. В 1964 году вспахал 1638 гектаров пахотных земель при плане 1209 гектаров, в 1966 году обработал 1728 гектаров при запланированных 1095 гектаров. За достигнутые успехи в увеличении производства и заготовок зерна в 1966 году удостоен звания Героя Социалистического Труда указом Президиума Верховного Совета СССР от 19 апреля 1967 года с вручением ордена Ленина и золотой медали «Серп и Молот».
Скончался в 2004 году.